# Kohtla-Järve
Kohtla-Järve est la cinquième plus grande ville d'Estonie, elle forme la Commune urbaine de Kohtla-Järve.
Elle est située au nord-est du pays, dans la région administrative du Virumaa oriental.
La ville fut fondée en 1924 et compte 35 928 habitants (01/01/2016) d'origine diverse (plus de quarante groupes ethniques).
La plupart des habitants de Kohtla-Järve parlent le russe, bien qu'à partir de 1990 l'estonien devienne la langue utilisée dans la vie administrative. La ville est très industrialisée et compte une forte activité pétrolière.

## Géographie
Kohtla-Järve a une répartition territoriale exceptionnelle.
Les districts de la ville sont éparpillés dans une grande zone du comté de Viru-Est.
La distance entre les districts de Järve et de Sirgala est d'environ 30 km.

Étang du parc de Kohtla-Järve.

La ville est divisée en cinq quartiers (linnaosad):
| Habitants | Habitants | 2011   | 2016   | 2017   | 2021   | Carte |
| --------- | --------- | ------ | ------ | ------ | ------ | ----- |
| 1         | Ahtme     | 17 252 | 16 222 | 16 140 | 15 602 |       |
| 2         | Järve     | 17 054 | 15 869 | 15 952 | 15 656 |       |
| 3         | Oru       | 1266   | 1133   | 1117   | 996    |       |
| 4         | Sompa     | 958    | 873    | 870    | 754    |       |
| 5         | Kukruse   | 572    | 550    | 529    | 467    |       |

À proximité de Kohtla-Järve se trouvent des gisements de schiste bitumineux dont l'extraction et le traitement constituent les principales activités industrielles de la ville.

## Climat
Le climat est continental, donc les étés sont chauds et orageux avec des températures comprises entre 15 er 33 degrés.
Par contre, les hivers sont froids et souvent secs, les températures moyennes sont comprises entre -23 et -5 degrés, mais elles peuvent descendre en dessous de -25 degrés.
Il peut neiger dès novembre.
Le printemps et l'automne sont les périodes les plus douces de l'année (température moyenne de 19 degrés) avec parfois des averses de grêle.

## Démographie
| 2016   | 2017   | 2018   | 2019   | 2020   |
| ------ | ------ | ------ | ------ | ------ |
| 35 801 | 35 056 | 34 394 | 33 743 | 33 197 |

| 2021   | 2022   | 2023   | - | - |
| ------ | ------ | ------ | - | - |
| 32 577 | 33 498 | 33 675 | - | - |

## Histoire
Les premières traces de civilisation datent du haut Moyen Âge.
Dans un livre danois de 1241, les villages de Järve et de Kukruse sont mentionnés sous les noms de Jeruius et Kukarus et le village Sompa par Soenpe.
L'histoire de Kohtla-Järve est très liée à l'histoire de l'extraction du schiste bitumeux - le principal minerai d'Estonie.
La présence de pétrole dans le sous-sol est connue depuis longtemps, mais son extraction industrielle ne commence qu'au début du XXe siècle.
En 1916, des prospections montrent que l'on peut extraire du schiste, du pétrole brut qui peut être utilisé comme fuel ou comme produit de base pour l'industrie chimique.
Des mines sont alors ouvertes près du village de Järve.
En 1919, la State Oil Shale Industrial Corporation est créée et elle augmente le nombre des mines.
Des logements sont construits près des mines pour loger les mineurs.
En 1924, une usine d'extraction des huiles est construite à côté de la gare ferroviaire de Kohtla.
Pendant la Seconde Guerre mondiale, les Allemands occupent l'Estonie et considèrent Kohtla-Järve comme une importante réserve de pétrole.
Cependant, ils ne réussireont pas à lancer l'extraction totale.
Après la guerre, le schiste bitumeux fut nécessaire pour les industries du nord-ouest de l'Union soviétique.
Depuis 1946, la ville ne cessa de croître et de s'agrandir en annexant Kohtla, Kukruse, puis Jõhvi, Ahtme et Sompa en 1960 puis Kiviõli, Oru, Püssi et Viivikonna en 1964.
En 1980, Kohtla-Järve atteignit 90 000 habitants dont la plupart travaillent dans l'industrie pétrolière, mais aussi forestière et agricole.
En 1991, les villes de Jõhvi, Kiviõli et Püssi se séparèrent.
Le volume de combustible chuta dramatiquement et beaucoup de personnes, découragées par le chômage, partirent vers Tallinn ou vers la Russie.
En 2005, Jevgeni Solovjov, de souche russe et représentant le Parti du Centre, est le maire de la ville.

## Jumelage
Kohtla-Järve est jumelée avec :
| Ville | Ville       | Pays | Pays      |
| ----- | ----------- | ---- | --------- |
|       | Kemi        |      | Finlande  |
|       | Kingissepp  |      | Russie    |
|       | Kėdainiai   |      | Lituanie  |
|       | Norderstedt |      | Allemagne |
|       | Outokumpu   |      | Finlande  |
|       | Saransk     |      | Russie    |
|       | Slantsy     |      | Russie    |
|       | Umeå        |      | Suède     |

## Enseignement supérieur
Bien qu'il y ait un enseignement technique depuis 1959, la ville accueille depuis 2000 le Virumaa Kolledz, antenne de l'Université Technologique de Tallinn, lequel propose plusieurs programmes d'enseignement supérieur notamment :
- Ingénierie de production
- Informatique
- Technologie du fioul
- Contrôle des systèmes automatisés

## Galerie

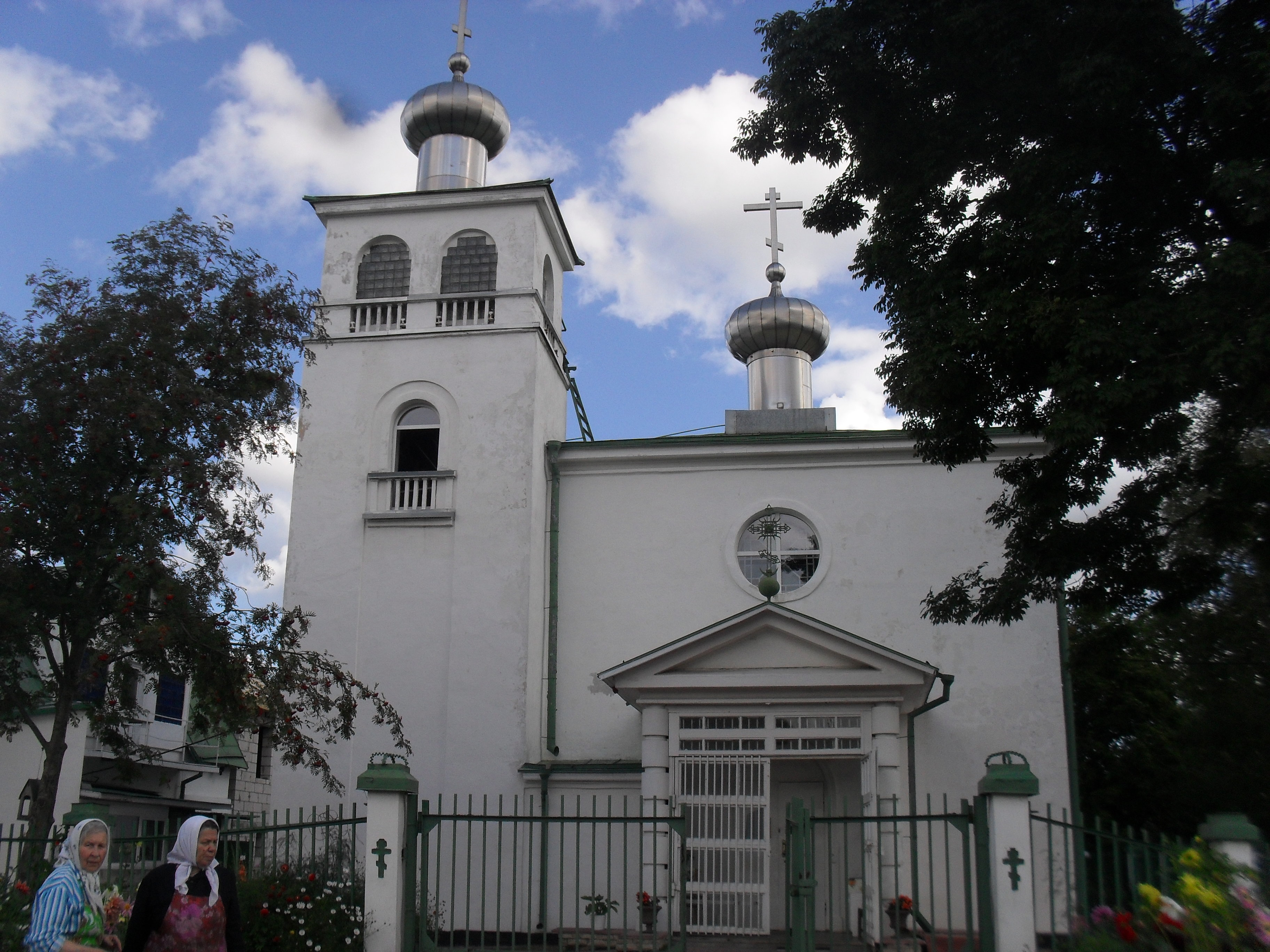
Église de la transfiguration du Christ
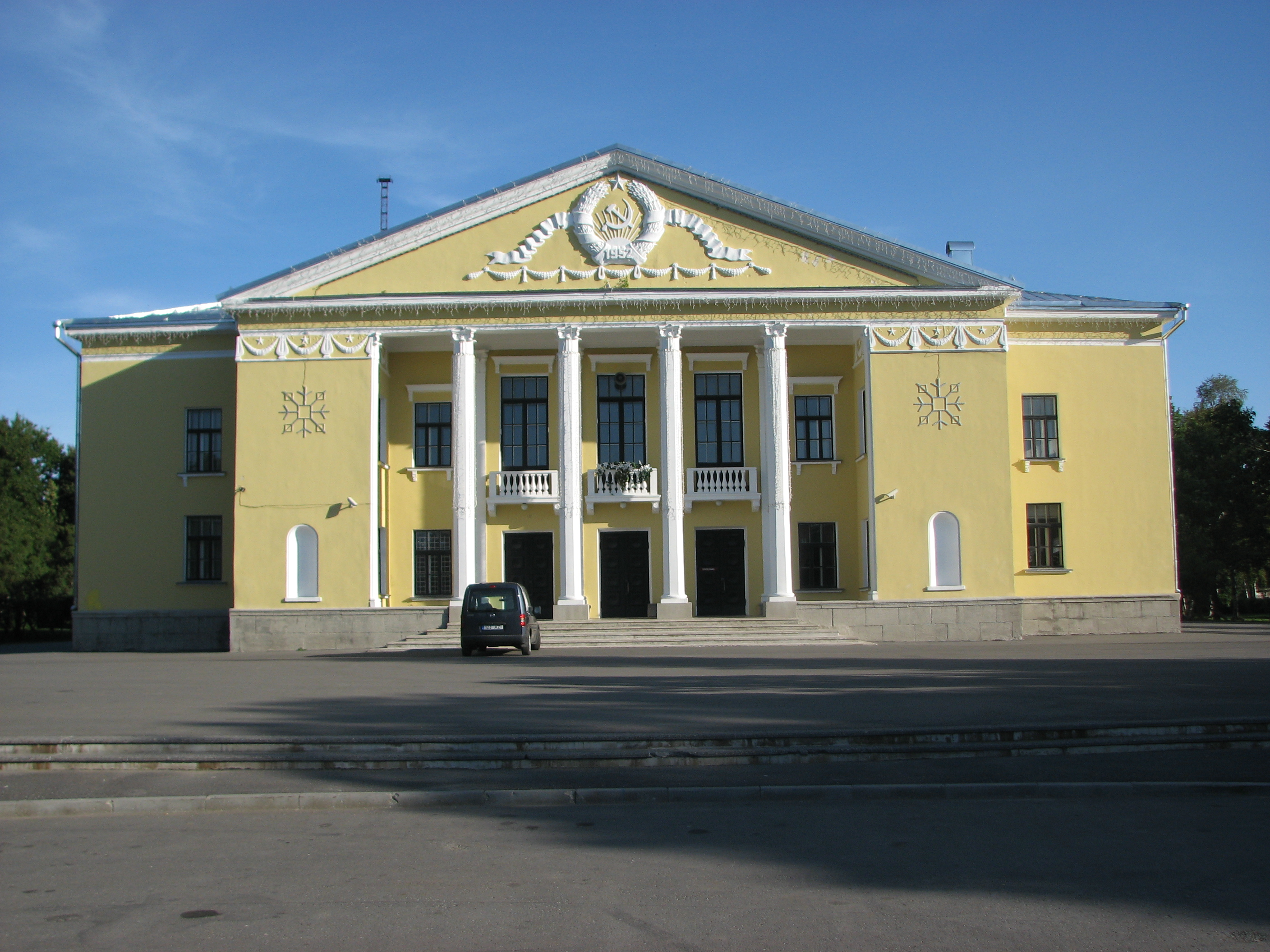
Maison de la culture à  Kohtla-Järve
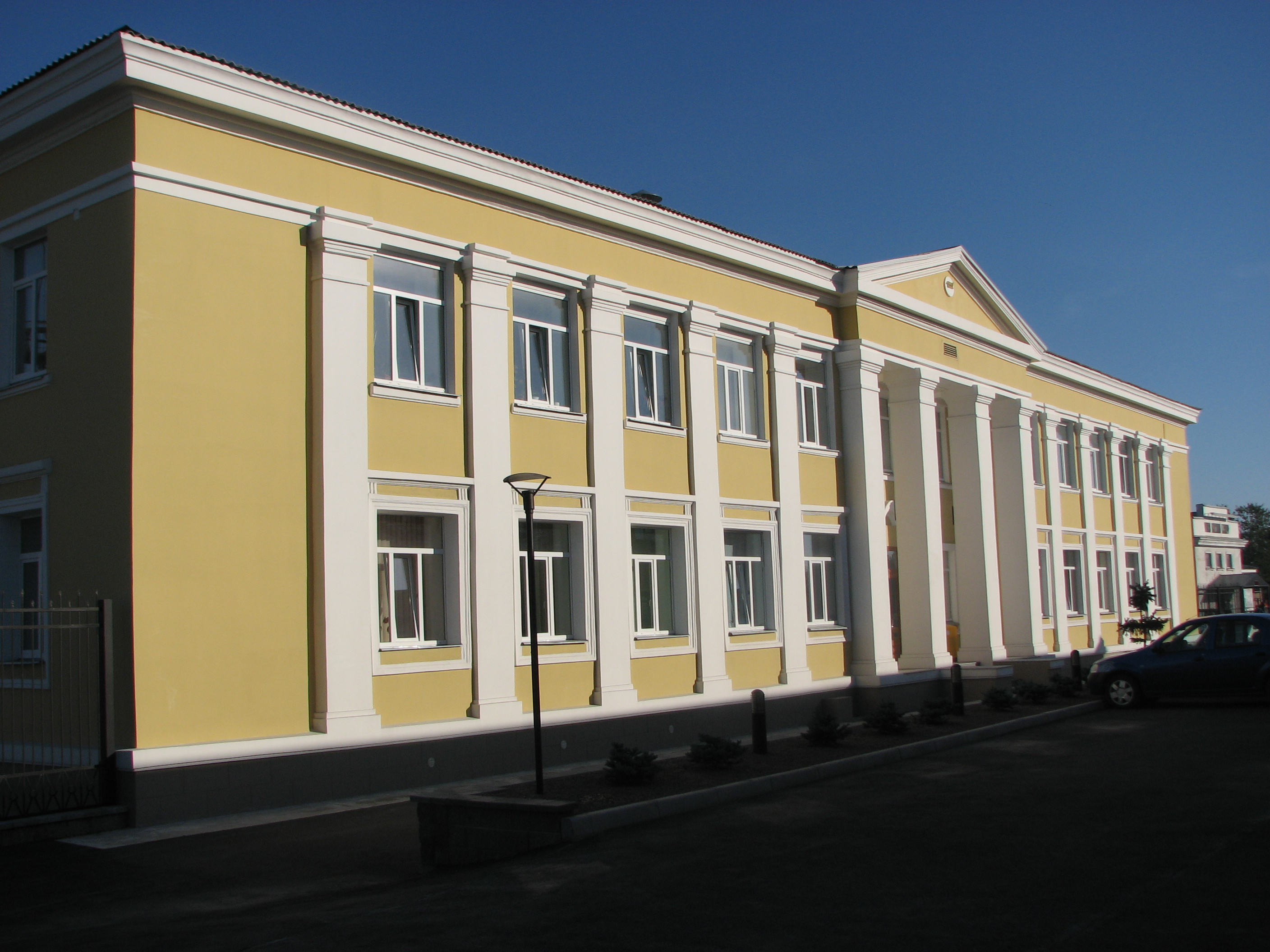
Immeuble dministratif du Viru Keemia Grupp
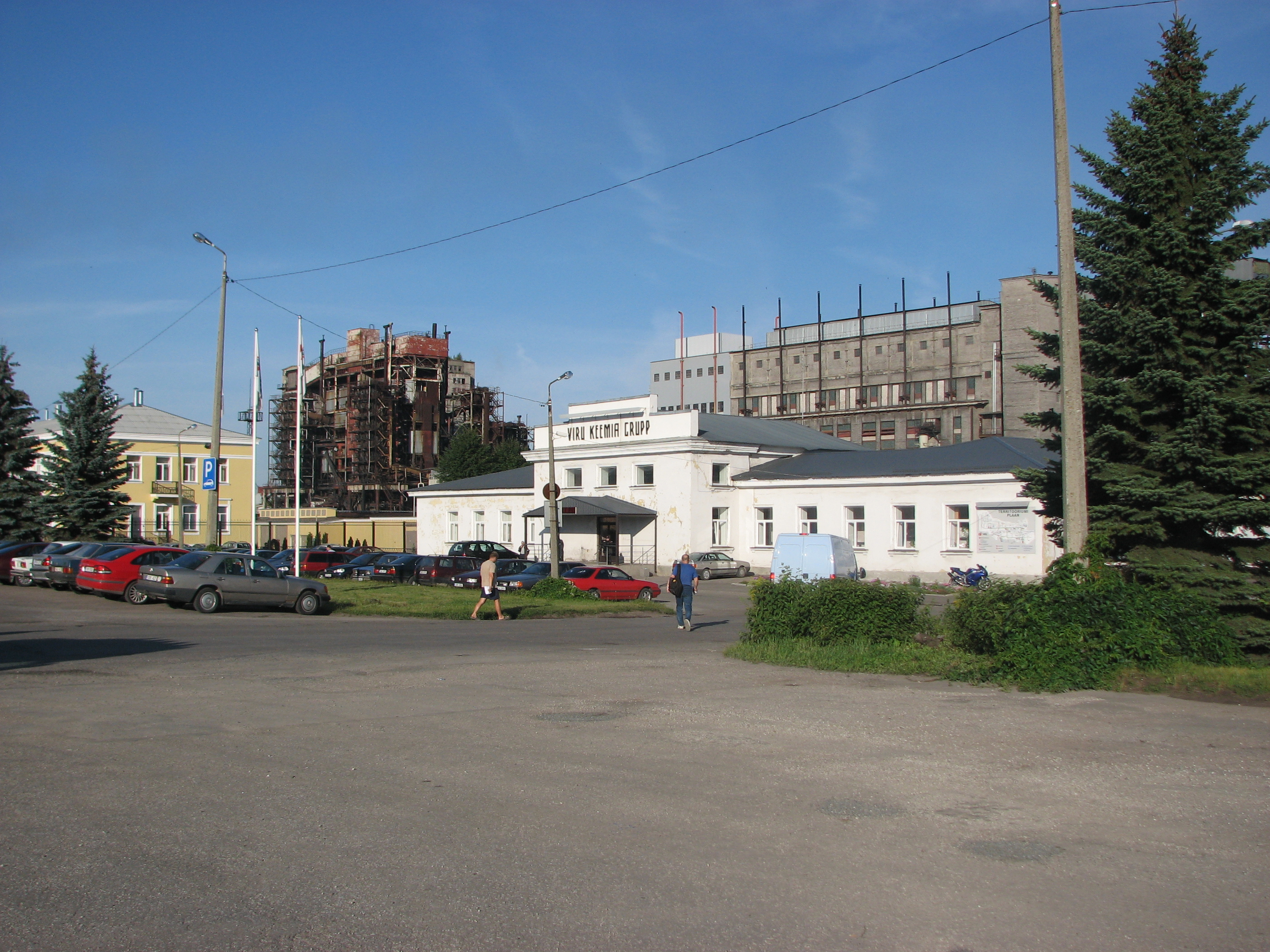
Usine du Viru Keemia Grupp
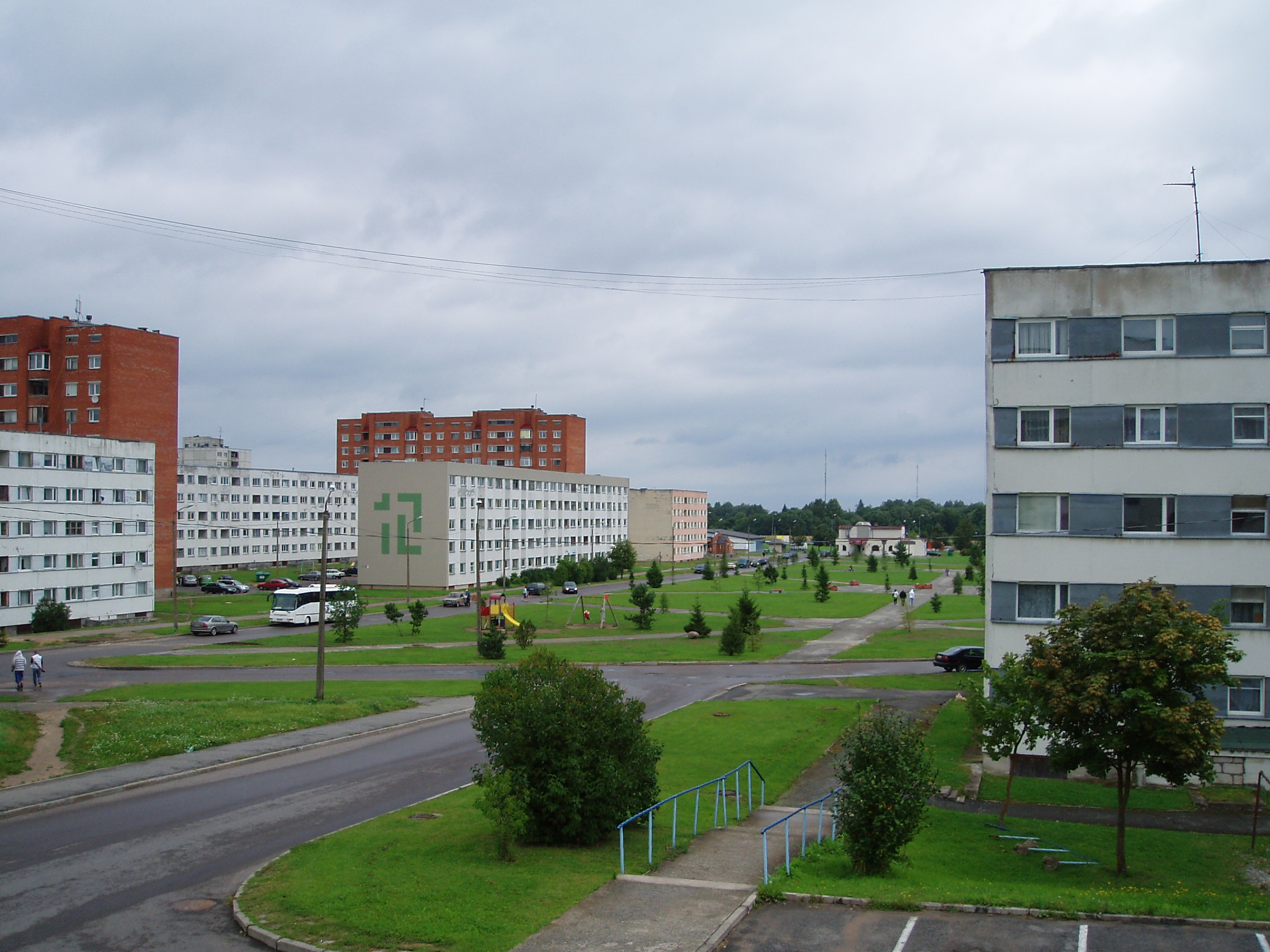
Quartier d’Ahme.